# 진천지개벽집단 지그재그
진천지개벽집단 지그재그(-真天地開闢集団-jigzag, Shintenchi Kaibyaku Shudan: Zigzag)는 2015년에 결성되었으며 현재 GIZA studio의 자회사인 크림슨 레이블과 계약을 맺은 일본의 비주얼계 록 밴드이다.

## 구성원
- 미코토
- 류우야
- 카게마루

### 이전 구성원
- 진
- 아오시

## 음반

### 스튜디오 앨범
- Zigzag Ichi: Dai Sakkai（慈愚挫愚 壱 〜大殺界〜）
- Zigzag Ni: Shintenchi（慈愚挫愚 弐 〜真天地〜）
- Zigzag San: Mugen（慈愚挫愚 参 -夢幻-）
- Zigzag Yon: Saikou（慈愚挫愚 四 -最高-）